# 拉伸試驗

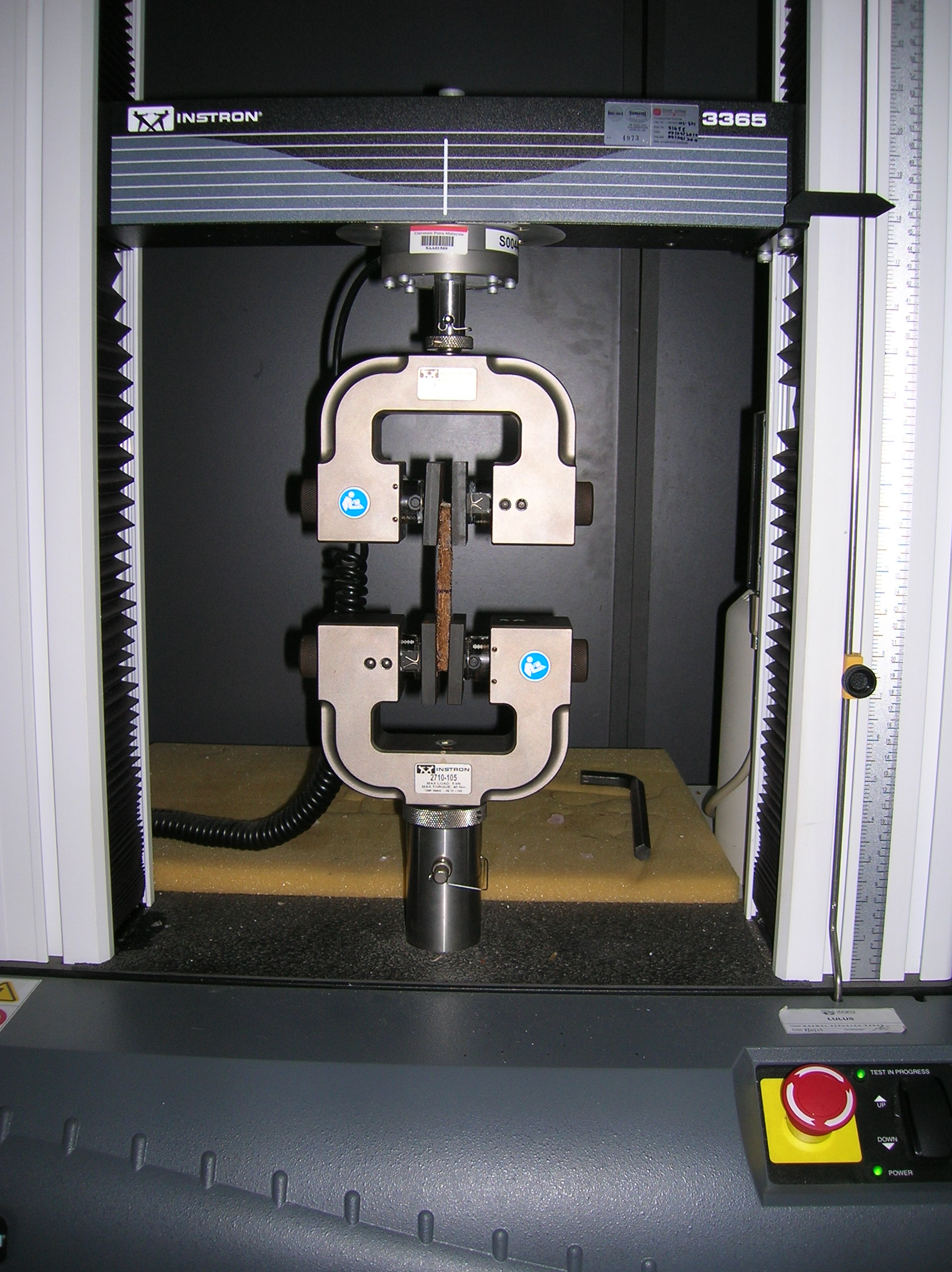
拉伸试验上的椰壳纤维复合材料。 样品大小不到标准。

拉伸试验（英語： 或 Tension testing）是材料科学和工程中一種基本物質张力測試。藉由拉伸试验測量的性質有：極限抗拉强度、断裂强度、最大伸长量和斷面縮率。下列特性也可以被檢測：楊氏模數、蒲松比、降伏強度、加工硬化。单轴拉伸试验是常用於获得等向性材料的机械特性。某些材料是使用双軸拉伸试验。

## 目的
使用拉伸试验可能具有各种目的，例如：
- 為了應用而选择特定材料或物品
- 预测材料在使用的正常和极端施力的型態。
- 確認是否符合规范、法规或合同的要求。
- 决定新产品开发是否有望成功：概念证明。
- 证明提出专利的实用性。
- 为其他科学、工程和品質保证提供标准数据。
- 提供基础的技术通信。
- 用於比较几种选择的方法。
- 提供诉讼程序的证据。

## 拉伸試件

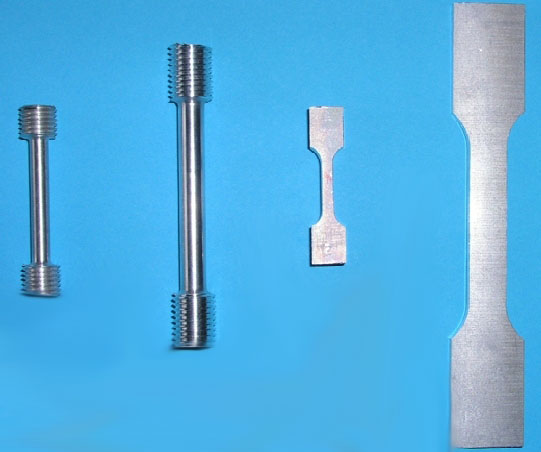
铝合金材質的拉伸試件。左边的两个試件有圆形的螺紋式兩端。 右邊的两个試件兩端為平面，要使用锯齿夾頭。

各種試件肩部夾持型式：A至C為圓型肩部試件；D 和 E 為平肩部試件
A. 圓型肩部使用螺紋固定
B. 圓型肩部使用圓形夾頭以及鋸齒墊片固定
C. 圓型肩部使用分離環固定
D. 平肩部使用鋸齒夾頭
E. 平肩部使用洞－銷聯接

如何准备試件取决于测试目的、试验方法或规范。試件通常是一个标准化的截面。試片分為肩部及標距（中央部分）：肩部較大，以容易使機器夾持；中央部分具有较小横截面，故变形和破壞可在这个区域發生。通过使用非常相似的試件，可以找到试验机的可重复性。

試件術語

## 機器设备

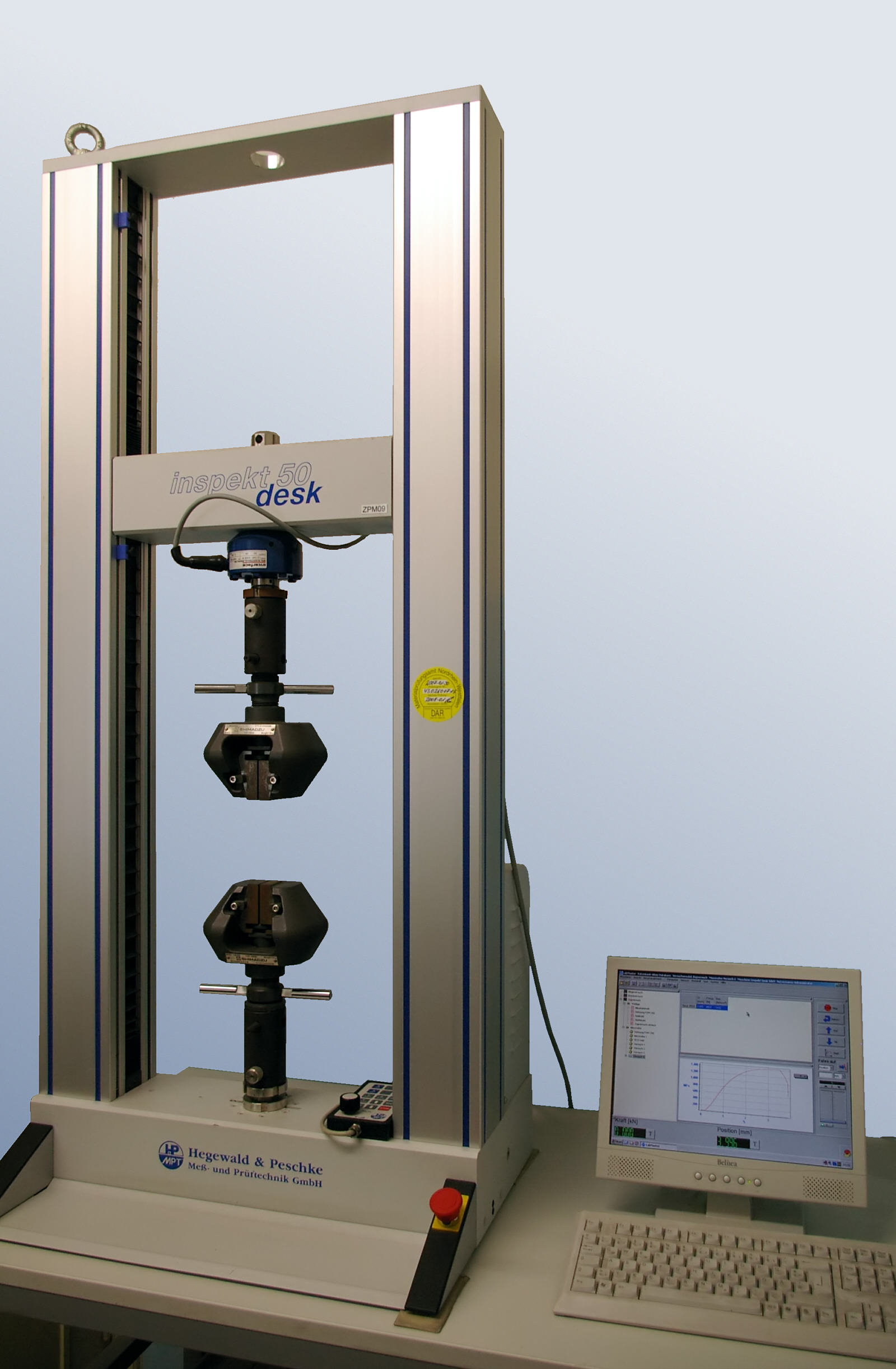
一个Hegewald & Peschke萬能试验机

拉伸试验最常於材料测试实验室進行。ASTM D638是最常见的拉伸试验標準。ASTM D638用於測量塑料的拉伸性質，包括極限抗拉强度，屈服强度，伸長量與泊松比。
最常见的测试机器的使用在拉伸试验是 萬能试验机。这种类型的机器有两个十字头：一个是隨試件長度调整；另一個是對試件施力。有两种类型：液压和电磁驅動。
机器必须有適合性能以用于测试試件。有四个主要参数：拉伸力、速度、精确度和准确性。拉伸力是指机器必须能够产生足够的力以拉断試。机器必须能够迅速或緩慢的施加負荷，以模仿实际应用。最后，机器必须能够准确地和精确地的测量长度和拉伸力：例如一个大型机器的目的是测量大的伸长率，可能無法用於脆性材料，因其破裂之前將只有短伸长率。

## 試驗过程
测试的过程包括将試件放置於試驗机和缓慢延伸試件直到破裂。在此过程中，伸长量的將與施力紀錄。数据已被設計好，因此將不隨几何形状而變。伸长量测是用工程应变ε，並使用以下等式：
{\displaystyle \varepsilon ={\frac {\Delta L}{L_{0}}}={\frac {L-L_{0}}{L_{0}}}}
其中ΔL 的標距变化的长度，L0 是初始標距的长度，和L是最终的標距长度。力的量測是用工程压力σ，使用以下等式：
{\displaystyle \sigma ={\frac {F_{n}}{A}}}
其中F为拉力和A为試件的標稱横截面。隨著施力變化，机器將做这些计算以绘制压力–应变曲线。

## 标准

### 金属
- ASTM E8/E8M-13：「金屬材料的标准试验方法」(2013年)
- ISO 6892-1为：「金属材料。 拉伸试验。 常溫的試驗方法」(2009年)
- ISO 6892-2为：「金属材料。 拉伸试验。高溫的試驗方法」(2011年)
- JIS Z2241：金屬材料的试验方法

### 复合材料
- ASTM D3039/D3039M：「聚合物基复合材料的标准试验方法」

### 可撓性材料
- ASTM D638：塑料拉伸性質的标准试验方法
- ASTM D828：纸张和纸板的标准试验方法－使用恒定延伸率装置
- ASTM D882：塑料薄片拉伸性質的标准试验方法
- ISO 37：橡胶、硬化或热塑性—決定的拉应力–应变性